# Woman (álbum de Justice)
Woman é o terceiro álbum de estúdio da duo francesa de música eletrônica Justice, foi lançado no dia 18 de Novembro de 2016 pela Ed Banger Records e Because Music. Quatro singles foram lançados para promover o álbum: "Safe and Sound", "Randy", "Alakazam !" e uma versão radio edit de "Fire". O álbum contém 10 faixas.

## Recepção
| Críticas profissionais | Críticas profissionais |
| Pontuações agregadas   | Pontuações agregadas   |
| Fonte                  | Avaliação              |
| ---------------------- | ---------------------- |
| Metacritic             | 73/100                 |
| Avaliações da crítica  |                        |
| Fonte                  | Avaliação              |
| AllMusic               | [ 5 ]                  |
| Consequence of Sound   | B-                     |
| DIY Magazine           | [ 7 ]                  |
| Exclaim                | 9/10                   |
| The Guardian           | [ 8 ]                  |
| NME                    | [ 9 ]                  |
| Q Magazine             | 60/100                 |

O álbum teve uma boa recepção crítica. No agregador de críticas Metacritic, o álbum recebeu 73 de um total de 100 se baseando em 13 críticas, indicando "críticas geralmente favoráveis". Heather Phares do AllMusic disse que "mesmo que Woman as vezes soe mais como dois EPs do que uma lista coesiva de canções, continua sendo um álbum muito proveitoso--especialmente quando Justice usa seu talento para olhar para o passado de forma criativa". Kyle Eustice da Consequence of Sound acha que "por mais que Justice tenha evitado quebrar novas barreiras com Woman, as 10 faixas ainda nos lembram o porque nós nos apaixonamos por eles de princípio". Danny Wright da DIY Magazine vê o álbum de uma forma diferente, dizendo que "o som de Justice continua grande, continua violentamente e prazerosamente direto".
Corinne Przybyslawski da Exclaim deu uma altíssima nota, dizendo que "Woman é confiante e cativante, e como o primeiro álbum, chama a atenção". Já Kate Hutchinson da The Guardian crê o contrário e diz que "Woman é surpreendentemente leve, um álbum totalmente útil para apenas uma noite ao invés de um caso de amor tórrido". Jordan Bassett da NME disse que "Woman é um álbum alegre cheio de esperança e otimismo".

## Lista de faixas
Todas as faixas escritas e compostas por Gaspard Augé e Xavier de Rosnay. 
| N.º | Título                                                        | Duração |  |
| 1.  | "Safe and Sound"                                              | 5:45    |  |
| 2.  | "Pleasure" (com participação de Phalen do Diamond Nights)     | 4:15    |  |
| 3.  | "Alakazam !"                                                  | 5:11    |  |
| 4.  | "Fire" (com participação de M. Yaman)                         | 5:34    |  |
| 5.  | "Stop" (com participação de Johnny Blake)                     | 4:57    |  |
| 6.  | "Chorus"                                                      | 7:09    |  |
| 7.  | "Randy" (com participação de Morgan Phalen do Diamond Nights) | 6:38    |  |
| 8.  | "Heavy Metal"                                                 | 4:30    |  |
| 9.  | "Love S.O.S." (com participação de Romuald)                   | 5:03    |  |
| 10. | "Close Call"                                                  | 5:08    |  |